# Муана

Муана на карте штата.

Муана (порт. Muaná) — муниципалитет в Бразилии, входит в штат Пара. Составная часть мезорегиона Маражо. Входит в экономико-статистический микрорегион Арари. Население составляет 34 204 человек на 2010 год. Занимает площадь 3763,199 км². Плотность населения — 9,09 чел./км².

## Демография
Согласно сведениям, собранным в ходе переписи 2010 г. Национальным институтом географии и статистики (IBGE), население муниципалитета составляет:
| Полное население                               | Полное население                               | Полное население                               | Полное население                               | 34 204 |
| ---------------------------------------------- | ---------------------------------------------- | ---------------------------------------------- | ---------------------------------------------- | ------ |
| в том числе:                                   | Городское население                            | 14 521                                         | Процент городского населения, %                | 42,45  |
|                                                | Сельское население                             | 19 683                                         | Процент сельского населения, %                 | 57,55  |
|                                                | Мужское население                              | 17 906                                         | Процент мужского населения, %                  | 52,35  |
|                                                | Женское население                              | 16 298                                         | Процент женского населения, %                  | 47,65  |
| Плотность населения, чел/км²                   | Плотность населения, чел/км²                   | Плотность населения, чел/км²                   | Плотность населения, чел/км²                   | 9,09   |
| Население муниципалитета в % к населению штата | Население муниципалитета в % к населению штата | Население муниципалитета в % к населению штата | Население муниципалитета в % к населению штата | 0,45   |

По данным оценки 2015 года население муниципалитета составляет 37 977 жителей.

## Статистика
- Валовой внутренний продукт на 2003 год составляет 40 257 874,00 реалов (данные: Бразильский институт географии и статистики).
- Валовой внутренний продукт на душу населения на 2003 год составляет 1507,39 реалов (данные: Бразильский институт географии и статистики).
- Индекс развития человеческого потенциала на 2000 год составляет 0,653 (данные: Программа развития ООН).

## Административное деление
Муниципалитет состоит из 3 дистриктов:
| № | Наименование дистрикта    | Наименование дистрикта (порт.) | Территория, км² | Население, чел.(2010) | Население, чел.(2010) | Население, чел.(2010) | Плотность, чел./км² | Код дистрикта |
| № | Наименование дистрикта    | Наименование дистрикта (порт.) | Территория, км² | всего                 | городское             | сельское              | Плотность, чел./км² | Код дистрикта |
| 1 | Муана                     | Muaná                          | 3055,45         | 24 439                | 12 673                | 11 766                | 8                   | 150490105     |
| 2 | Сан-Франсиску-ду-Жарарака | São Francisco da Jararaca      | 330,36          | 5104                  | 149                   | 4955                  | 15,45               | 150490110     |
| 3 | Сан-Мигел-ду-Пракууба     | São Miguel do Pracuúba         | 377,39          | 4661                  | 1699                  | 2962                  | 12,35               | 150490115     |

## Важнейшие населенные пункты
| № | Населённый пункт          | Населённый пункт (порт.)  | Категория | Население чел. (2010) | На карте                       |
| - | ------------------------- | ------------------------- | --------- | --------------------- | ------------------------------ |
| 1 | Муана                     | Muaná                     | город     | 12 673                | 1°31′52″ ю. ш. 49°13′15″ з. д. |
| 2 | Сан-Мигел-ду-Пракууба     | São Miguel do Pracuúba    | поселок   | 1699                  | 1°32′16″ ю. ш. 49°29′39″ з. д. |
| 3 | Понта-Негра               | Ponta Negra               | поселок   | 784                   | 1°37′27″ ю. ш. 49°13′40″ з. д. |
| 4 | Сан-Франсиску-ду-Жарарака | São Francisco da Jararaca | поселок   | 149                   | 1°40′16″ ю. ш. 49°23′05″ з. д. |